# Analyse musicale
Pour les articles homonymes, voir analyse.
L’analyse musicale est une discipline consistant en l'étude d'une œuvre musicale de façon à en comprendre la genèse, l'architecture et les dessins.
Après avoir déterminé le contexte historique, culturel et stylistique de la composition, s'être penché sur la biographie, les influences de l'auteur et les circonstances de la création, une analyse musicale examinera le genre, la forme, la structure, les indications de mouvement et de tempo (leurs agogiques éventuelles), les tonalités, les enchaînements harmoniques, les formules cadentielles et l'orchestration, sans oublier l'observation minutieuse de la mélodie, des différentes voix polyphoniques, du rythme, des nuances et de la dynamique et des ornementations.
Ce cheminement herméneutique peut aboutir à une compréhension tant esthétique qu'intellectuelle, à une appropriation totale de l'écriture du compositeur, autorisant une liberté d'interprétation aussi fidèle que personnelle au musicien et permettant au mélomane lecteur une écoute éclairée. 
Pour le mélomane non-lecteur d'une partition, en revanche, la compréhension de l'œuvre passera nécessairement, et parfois exclusivement, par l'intermédiaire indispensable de l'interprète. Cette écoute sera alors plus sensitive, la réponse émotionnelle sera peut-être plus spontanée chez l'auditeur ne pouvant aborder que des analyses plus succinctes, mais débarrassées d'un aspect technique, parfois considéré comme un obstacle à la réceptivité de l'esthétique de l'œuvre.

## Origine
Le premier théoricien à parler et à pratiquer l'« analyse musicale » est Joachim Burmeister dans sa Musica poetica, publiée à Rostock en 1606. Au chapitre XII, vingt-six figures musicales y sont énumérées, avec leur correspondance en grec avec un soucis du sens étymologique, donne leur définition. Il cite en outre des exemples et renvoi à des pièces connues du répertoire. Dans le chapitre XV (p.  71-73), De Analysi sive dispositione carminis musici, il analyse une pièce de Roland de Lassus, Exemplum Analyseos Cantilenæ In me Transierunt Orlandi 5. Vocum, même s'« il reste assez vague sur la façon dont se constitue la forme de l’œuvre musicale. »

## Présentation de l'œuvre
(avril 2021).
Partant d'une approche globale pour ensuite développer certaines notions qui seront plus ou moins détaillées suivant des critères propres à chaque théoricien, l'analyse musicale indiquera d'abord le titre donné par l'auteur dans la langue d'origine et sa traduction, le genre et la forme de l'œuvre (chanson, musique de film, opéra, ballet, symphonie, sonate…), le cas échéant, le nombre de mouvements, le numéro d'opus et la tonalité générale. 
Viennent ensuite les inspirations et les origines littéraires, chorégraphiques, religieuses, militaires, cérémonielles… en citant les auteurs et les collaborateurs (librettiste, par exemple). La formation impliquée est décrite en détail (voix, instrument seul, groupe, ensemble de chambre, grand orchestre… ) avec ses particularités (soprano, orgue à pédalier, orchestre de jazz, quintette à vent, orchestre d'harmonie…) et en notant les différences notables avec les habitus propres à chaque genre.

## Contexte historique
(avril 2021).
Sans refaire une biographie de l'auteur, généralement sujet d'un autre article, il convient de situer la création dans la période de l'histoire de la musique (médiévale, baroque, classique, romantique, contemporaine…), le lieu géographique et le genre musical qui généralement en résulte, car La Scala, Carnegie Hall et Woodstock n'ont pas les mêmes fonctions sociales ni les mêmes implications musicales. Le contexte historique est souvent indispensable : la 3e symphonie de Beethoven, par exemple, se conçoit difficilement sans référence à un Bonaparte devenu Napoléon.
Le travail d'analyse situera la place de la composition dans l'ensemble de l'œuvre du compositeur, précisera - s'il s'agit d'une récurrence ou d'une innovation (106e symphonie de Joseph Haydn ou opéra unique : Fidelio) -, une œuvre de jeunesse ou celle de la maturité en observant une certaine relativité : la « maturité » d'un Mozart ou d'un Schubert (morts à 35 et 31 ans), ne peut être comparée à celle d'un Bach (65) ou d'un Haydn (77). Les influences des prédécesseurs, des formateurs et même des contemporains, les circonstances de la création, la dédicace, les dates, lieux et conditions de la première représentation sont autant d'informations qui permettent, comme pour tout art, une meilleure approche et une plus grande intelligibilité de l'œuvre abordée.

## Structure et thématique

### L'ossature
Commencent alors la recherche méthodique des thèmes, ponctués par des cadences et l'étude architectonique de leur agencement qui détermineront la structure, donnant généralement une idée de la forme employée. 
En musique classique, certains modèles souvent initiés par Joseph Haydn, sont facilement reconnaissables.
Par exemple :
- Une phrase A de 8 ou 16 mesures, dans la tonalité principale, reprise une fois ;
- Une phrase B de 8 ou 16 mesures, dans la tonalité de la dominante, plus parfois la phrase A de 8 ou 16 mesures, le tout repris une fois ;
- Une phrase C de 8 ou 16 mesures, dans un ton voisin, reprise une fois ;
- Une phrase D de 8 ou 16 mesures, dans un autre ton voisin, plus parfois la phrase C de 8 ou 16 mesures, le tout repris une fois ;
- Reprise une fois de la phrase A ;
- Reprise une fois de la phrase B plus l'éventuel A ;
- Une courte conclusion facultative appelée Coda.

Nous pouvons obtenir ainsi les enchaînements :
Si la mesure est un 
 ou un 
, nous aurons probablement une marche, si c'est un 
, dans un tempo modéré, le menuet est plausible, mais certains rythmes caractéristiques peuvent provenir d'une mazurka ou d'une polonaise ; si le tempo est rapide, la pulsation prise à la mesure, un scherzo est crédible, mais la valse est possible.
Il s'agit là d'une présentation théorique et pragmatique, mais certains compositeurs comme Mozart ont appliqué ces « moules musicaux », cherchant ailleurs leur inspiration, alors que d'autres, comme Beethoven, n'ont eu de cesse  de les faire exploser, rendant expressive la notion d'architecture comme matériau musical. Dans le scherzo de sa neuvième symphonie, Beethoven garde le dernier plan précédent, mais A, B, C et D ne sont plus des thèmes mais des parties (A contenant deux thèmes, B étant un développement des deux thèmes de A…) se rapprochant par là-même d'une ossature plus complexe : la forme sonate.

### La mélodie
L'observation de la mélodie, de ses mélismes, ses incises ou ses imitations, l'ordonnance du rythme et des modulations sont autant de caractéristiques qui identifient une phrase musicale, et leur étude détaillée apporte une meilleure compréhension pour l'interprétation. 
Par exemple, l'analyse d'une chanson enfantine comme À la pêche aux moules, souvent présentée comme une rengaine folklorique du XIXe siècle, fait découvrir qu'il s'agit d'une variation rythmique de la comptine Ah ! vous dirai-je, maman, déjà reprise dans Le palais royal est un beau quartier et dont Mozart s'est servi pour ses douze variations, K. 265.

### La polyphonie
Les différentes voix avec leurs registres doivent être identifiées. Si le dessus sert généralement pour la mélodie (attention au croisement possible avec la/les voix inférieure/s), la voix la plus grave, par ces relations avec les différents degrés de la gamme déterminent les cadences et donc la « ponctuation » musicale.
L'exemple et l'analyse simple du canon Frère Jacques permet d'entrevoir cette répartition et ces implications. La polyphonie commence par le ténor qui débute la mélodie sur la tonique, suivi de l'alto sur la médiante et du soprano sur la dominante, enfin la basse affirme la tonalité par ses alternances de premier et cinquième degrés, la tonique et la dominante formant par là-même une cadence parfaite sur la fin de phrase. 
À noter dans le troisième mouvement de sa première symphonie l'utilisation de cette comptine par Gustav Mahler, mais dans le mode de ré mineur.

### L'harmonie
Le choix d'enchainements harmoniques et leur variation est aussi un facteur à analyser. L'analyse harmonique est le plus souvent la discipline avec laquelle les étudiants en musique font leurs premières armes en analyse et est l'objet d'un article séparé.

### La mesure
Différentes mesures ont, à l'écoute, exactement le même effet et bien malin parfois serait celui qui affirmerait reconnaître un 
 d'un 
, ou un 
 d'un 
. Si les compositeurs imposent une écriture, c'est le plus souvent en référence à un style donné (italien, français…), à une œuvre antérieure, souvent une danse, mais aussi parfois, ils souhaitent créer une incidence sur la lecture des interprètes.
Par exemple, de manière bien figurative, Georg Philipp Telemann dans sa Suite de Gulliver pour deux instruments mélodiques, note :
- pour sa Chaconne des Lilliputiens, une mesure à 
 (mesure à 3 temps ayant 1 triple-croche ou 2 quadruples-croches ou 4 quintuples-croches par temps), l'une des mesures les plus « petites » concevables ;

- pour sa Gigue des Géants, une mesure à 
 (mesure à 8 temps ayant 1 carrée pointée ou 3 rondes ou 6 blanches par temps, soit 96 noires possibles par mesure !), l'une des mesures les plus grandes, sinon la plus grande jamais utilisée.

### Le rythme et le tempo
Les indications de mouvement, les codifications d'écriture aussi précises soient-elles, ne rendront jamais les notions de dynamiques et de vitalité de la musique vivante. Les rythmes et les tempos sont à observer et à disséquer avec attention, chaque genre ayant ses dispositions, ses consécutions propres. 
Dans la comptine Meunier, tu dors par exemple, l’accelerando souvent décrit entre le couplet et le refrain n'est qu'une impression. Cette sensation est due au resserrement des rythmes (abandon des blanches et utilisation de doubles-croches) et au passage d'une mesure à 
, à un mesure à 
, plus courte (les temps forts sont plus proches) ; mais la pulsation ne bouge pas : il n'y a ni accéléré ni ralenti.

## L'instrumentation et l'orchestration
Il s'agit de l'emploi qu'a fait un compositeur des instruments, l'organisation, le rôle confié à tel ou tel instrument, successivement et harmoniquement (c'est-à-dire « verticalement »), en les superposant, par exemple. Analyser l'instrumentation et l'orchestration consiste à relever les instruments que vous entendez lorsque vous écoutez une composition.

## Postérité
Éditions, arrangements, droits d’auteur, cinéma, danse, télévision, publicité…
Enregistrements, bibliographie, notes et références.

## Logiciels d'aide à l'analyse musicale
- IAnalyse : logiciel d'aide à l'analyse musicale (uniquement sur Mac)[3].